# Protapanteles delitutus
Protapanteles delitutus är en stekelart som först beskrevs av Papp 1984.  Protapanteles delitutus ingår i släktet Protapanteles och familjen bracksteklar. Inga underarter finns listade i Catalogue of Life.